# 1322
1322(천삼백이십이)는 1321보다 크고 1323보다 작은 자연수다.

## 수학
- 합성수로, 그 약수는 1, 2, 661, 1322이다. 진약수의 합은 664이므로, 1322는 부족수다.
- {\displaystyle 1322=19^{2}+31^{2}}
  - 서로 다른 두 소수의 제곱합으로 나타낼 수 있는 23번째 반소수다. 이 성질을 지닌 앞의 수는 1202, 다음 수는 1418이다.
  - 연속하는 두 개의 중심있는 삼각수의 제곱합으로 나타낼 수 있으며, 이 성질을 지닌 앞의 수는 461, 다음 수는 3077이다.
- {\displaystyle 3^{22}-1}은 1322로 나누어떨어진다.

## 과학·기술
- NGC 1322: 에리다누스자리 방향에 있는 은하.
- 1322 코페르니쿠스(영어판): 소행성.
- 크로스먼 1322(영어판): 크로스먼의 권총.

## 문화유산
- 대한민국의 보물 제1322호: 곡성 가곡리 오층석탑

## 기타
- 연도: 1322년, 기원전 1322년
- 1322 골든 엠파이어 타워(영어판): 필리핀 마닐라에 있는 주거용 건물.

## 같이 보기
- 1000